# LED-skrivare

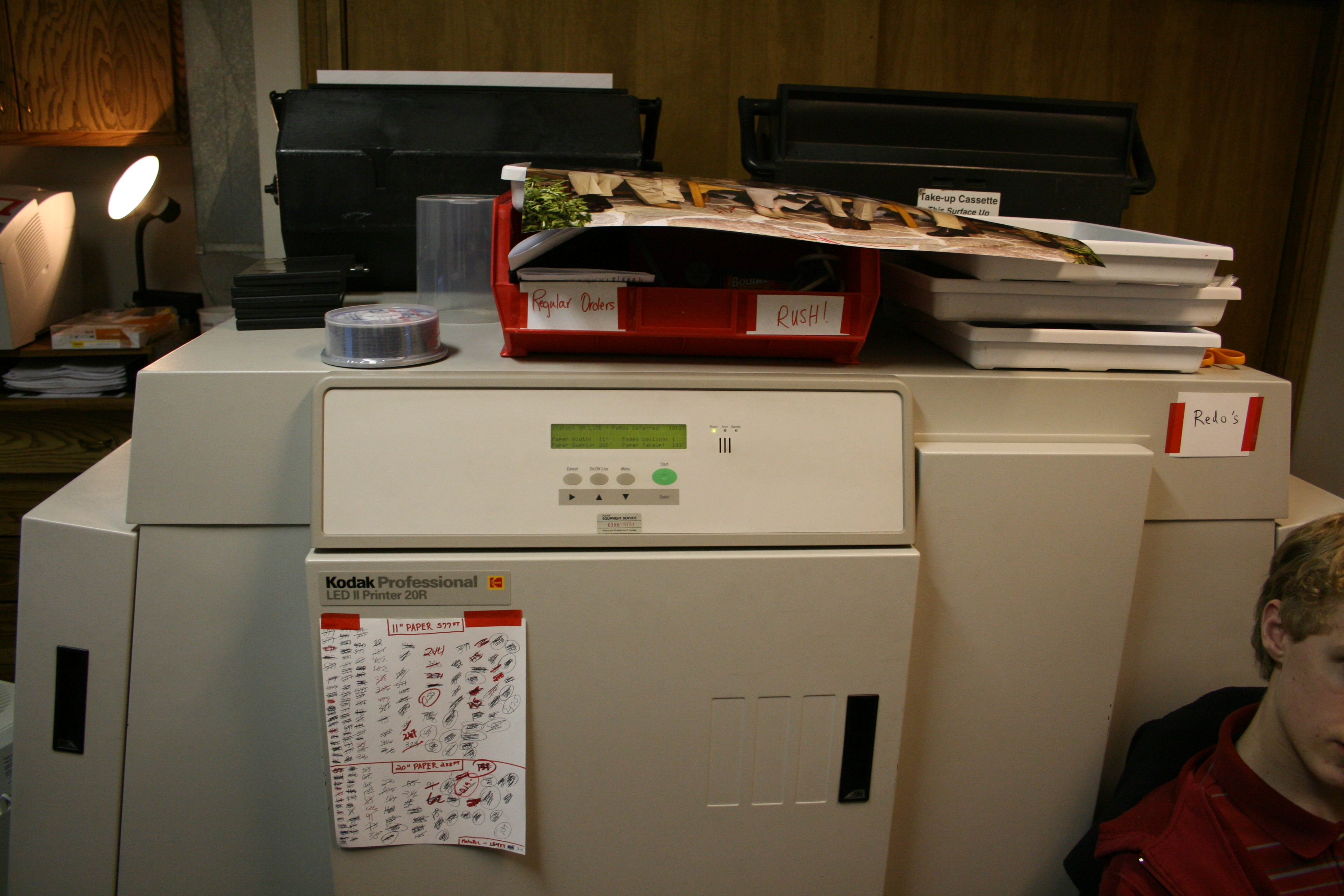
LED-skrivare från Kodak.

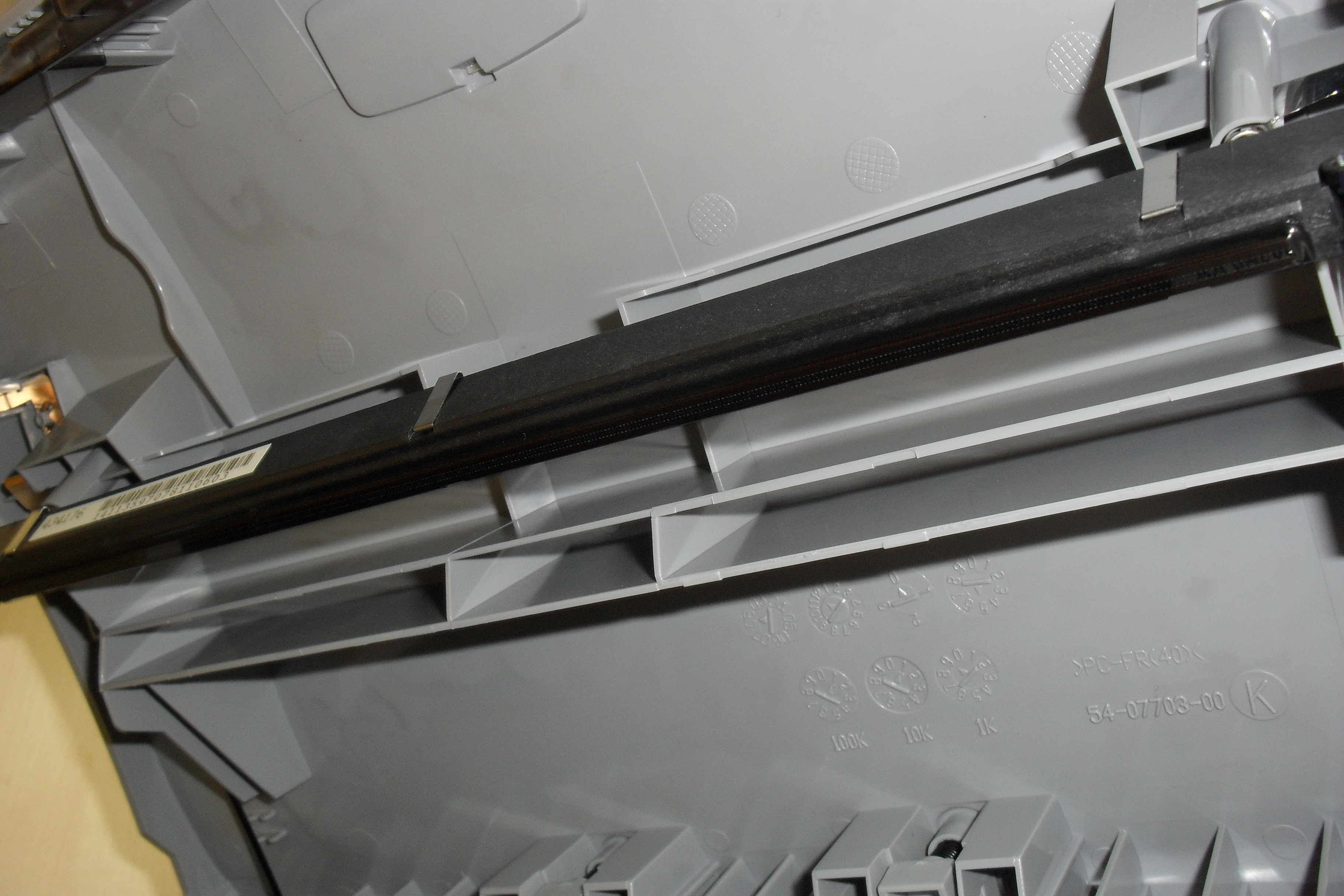
Skrivarhuvud (den svarta "staven" i mitten) hos en LED-skrivare från OKI.

LED-skrivare är datorskrivare som fäster kolpulver (toner) på papper. Tekniken använder lysdioder ("LED") för att överföra sidinformationen från datorn till skrivartrumman och kan jämföras med laserskrivare där laserstrålar utför samma arbete. Tekniken uppfanns av Casio.

## Teknologin
Lysdioder är en utrymmesbesparande teknologi, där man inte behöver en lasertrumma i skrivaren. Utbyteskassetten består ofta(st) bara av en plastbehållare med tonerpulver och kan därför göras billigare än motsvarande kassett till en laserskrivare. LED-skrivartekniken har använts till en serie av små personliga skrivare tillverkade av OKI. Även Panasonic, Samsung och Brother har utvecklat LED-skrivare, för utskrifter i svart-vitt eller färg.
Annars är tekniken vanligare hos stora produktionsskrivare. LED-tekniken kommer mest till sin rätt i skrivare som använts ofta och regelbundet, som i digitala tryckerier. Tekniken sätter en begränsning i hur hög upplösning som kan ges utskriften i horisontell ledd, och skrivartrummans livslängd beror på antalet utskriftsserier, inte det totala antalet sidor.